# Neopachylopus aeneipunctatus
Neopachylopus aeneipunctatus är en skalbaggsart som först beskrevs av Horn 1871.  Neopachylopus aeneipunctatus ingår i släktet Neopachylopus och familjen stumpbaggar. Inga underarter finns listade i Catalogue of Life.